# 任士洪
任士洪（：／，1445年—1506年），初名士毅，字而毅。本贯丰山，朝鲜王朝的文臣兼外戚。他是燕山君的近臣。
1504年，他與慎守勤等人共謀向燕山君進讒當年生母廢后尹氏被殺原因，燕山君大怒下整肅當年殺母的所有人士，手刃當時成宗時期，向成宗進讒言的淑儀嚴氏和淑容鄭氏，鄭氏所育的兩子安陽君和鳳安君也被賜死，以及26位參予其中所謂的“奸臣”，羞辱躺在病榻上的祖母仁粹大妃。導致仁粹大妃因受驚嚇病情加重而過世，甚至連一手撫養他長大成人的慈順大妃都險遭毒手，就連包括韓明澮（成宗恭惠王后之父）等已故者8人也不得倖免。他更清除了由史官、諫官及議政大臣行使的制約，史稱甲子士禍。
1506年中宗反正，燕山君即為反正军队討伐的對象。